# Jochen Schmid
Jochen Schmid (né le 16 août 1963) est un pilote de moto Grand Prix allemand. Il a fini la saison 1992 septième en 250 cm3, et huitième l'année précédente. Schmid a pris part au Championnat du monde de Superbike de 1994 à 1997 et en 1999, remportant deux podiums à Hockenheim en 1995.

## Sources
- (en) Cet article est partiellement ou en totalité issu de l’article de Wikipédia en anglais intitulé « Jochen Schmid » (voir la liste des auteurs).